# Humanistischer Verband Deutschlands

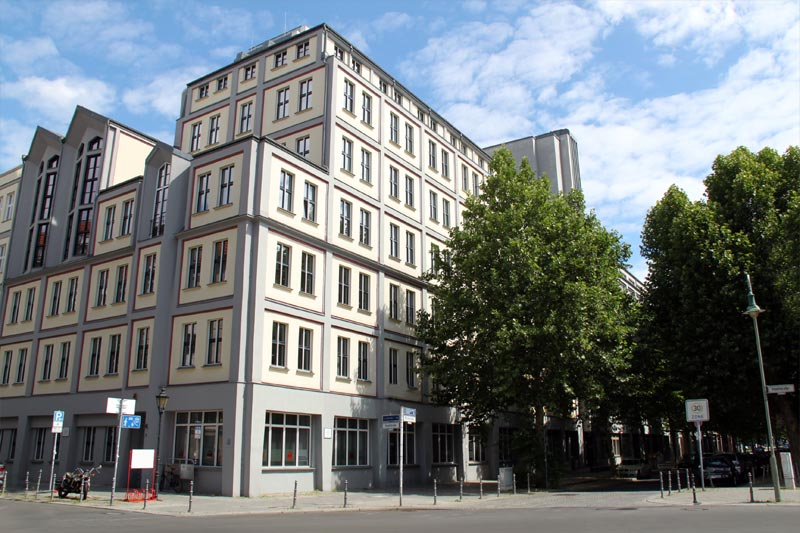
Sitz in Berlin

Der Humanistische Verband Deutschlands (HVD Bundesverband) ist ein 1993 gegründeter eingetragener Verein zur Förderung und Verbreitung einer humanistischen Weltanschauung und zur Interessenvertretung konfessionsloser Menschen in Deutschland. Der Bundesverband besteht aus neun Landesorganisationen, die in zehn Bundesländern vertreten sind. Er ist Mitglied der Humanists International, der Europäischen Humanistischen Föderation und war Mitglied des Koordinierungsrates säkularer Organisationen in Deutschland.

## Tätigkeitsbereiche

### Praktischer Humanismus
Mit seinen Kindertagesstätten, Sozialstationen, Beratungsstellen, lebensbegleitenden Feierangeboten, Sterbebegleitung und Trauergruppen erbringt der Humanistische Verband ein breites Spektrum an Dienstleistungen. Die Tätigkeitsbereiche der Landesverbände variieren jedoch stark und konzentrieren sich hauptsächlich auf Berlin und das Umland.

#### Bildungs-, Jugend- und Sozialarbeit
Die Landesverbände in Berlin-Brandenburg, Niedersachsen und Baden-Württemberg sind Träger von zwei Dutzend Kindertagesstätten, unter anderem in den Städten Berlin, Braunschweig und Hannover, von Einrichtungen der offenen Kinder- und Jugendarbeit sowie von Schulstationen, Schülerclubs und Kinder- und Jugendzentren.
Der Humanistische Verband unterhält und fördert einen eigenen Jugendverband, die Jungen Humanistinnen und Humanisten in Deutschland (JuHu Bund). Der Jugendverband besteht aus acht Landesverbänden. Deren Ziel ist es, bei Wahrung der organisatorischen Selbständigkeit zusammenzuarbeiten, ihre gemeinsamen Interessen in der Öffentlichkeit zu vertreten und die Belange junger Menschen zu fördern. Sie veranstalten Freizeitfahrten und Sommercamps, engagieren sich in der Jugendarbeit und -bildung sowie der Beratung und Durchführung von Jugendfeiern.
In Berlin unterhält der Verband zudem Familienzentren und Sozialstationen sowie ambulante und stationäre Hospize und betreibt seit 2012 eine Fachschule für Sozialpädagogik.
Darüber hinaus will der Verband analog zur kirchlichen Seelsorge in der Bundeswehr, eine Art „humanistische Beratung“ aufbauen.
Der HVD hat 2021 in Zusammenarbeit mit der Giordano-Bruno-Stiftung (gbs), der Humanistischen Akademie Deutschlands (HAD) und der Bundesarbeitsgemeinschaft humanistischer Studierender (BAG) das Bertha von Suttner-Studienwerk gegründet. Das humanistische Begabtenförderwerk soll Studierende bundesweit durch Stipendien unterstützen und vernetzen.
Im Jahr 2021 wurde die Humanistische Hochschule Berlin (HHB) vom Landesverband in Berlin-Brandenburg als Anstalt des öffentlichen Rechts gegründet und am 15. November 2022 vom Berliner Senat staatlich anerkannt.

#### Jugendfeiern und Feiern an Wendepunkten des Lebens
Ein Tätigkeitsfeld bildet die Veranstaltung von Jugendfeiern, einem Kulturprogramm mit anschließendem Festakt zur symbolischen Anerkennung des Übergangs vom Jugend- in das Erwachsenenalter. Die Feiern werden als nichtreligiöse Alternative zu Konfirmation oder Firmung angeboten. Außerdem werden für nichtreligiöse Menschen die Namensfeier, die humanistische Hochzeitsfeier und am Lebensende die weltliche Trauerfeier angeboten. 2014 nahmen an den Jugendfeiern des Landesverbandes Berlin-Brandenburg 4.042 Jugendliche teil und 2018 nahmen insgesamt etwa 6.400 Jugendliche an den Jugendfeiern des Humanistischen Verbandes und seiner Regionalverbände in Berlin und Brandenburg teil.

#### Humanistische Lebenskunde
Der Verband ist in Berlin zuständig für Humanistische Lebenskunde, einem freiwilligen Weltanschauungsunterricht auf Basis der humanistischen Lebensauffassung. Der Unterricht ist als Alternative zum konfessionellen Religionsunterricht konzipiert. Seit 1982 wird er in West-Berlin, nach der Deutschen Wiedervereinigung in ganz Berlin und seit 2007 auch an Brandenburger Schulen angeboten. In Bayern ist seit 2008 ein vergleichbares Fach als Humanistischer Unterricht an einer Grundschule in Fürth als ordentliches Fach zugelassen. Die Angehörigen des Verbandes setzen sich für die Zulassung und Einführung des Schulfaches in allen Bundesländern ein.
Im Verhältnis zum Religionsunterricht als ordentlichem Pflichtfach an Schulen ist die Position des Verbandes, dass konfessioneller Religionsunterricht ebenfalls ein freiwilliges Zusatzfach werden sollte. Der Verband fordert einen allgemein verbindlichen, verpflichtenden Ethikunterricht an öffentlichen Schulen. Der Humanistische Verband in Berlin beteiligte sich am Bündnis, das sich während der Kampagne Pro Reli für den Erhalt des Ethikunterrichts einsetzte. Weltanschaulicher Unterricht, ob von Weltanschauungsvereinigungen religiöser oder nichtreligiöser Menschen, sollte freiwillig sowie inhaltlich und formal in eigenständiger Verantwortung der jeweiligen Gemeinschaften gestaltet werden.

#### Zentralstelle Patientenverfügung
Der Verband betreibt eine 1993 gegründete Zentralstelle Patientenverfügung. Dessen damalige Leiterin war bis zur Verabschiedung der gesetzlichen Regelung zur Patientenverfügung in der für den Gesetzentwurf zuständigen Arbeitsgruppe des Bundesjustizministeriums vertreten. Sie ist gemeinnützig und bietet neben zwei Patientenverfügungsvarianten, eine zentrale Hinterlegungsstelle sowie Beratungen zu Fragen des selbstbestimmten und humanen Sterbens an, leistet Betreuung und Unterstützung für Hinterbliebene oder organisiert Vorträge zum Thema. Außerdem werden Fortbildungen für Mitarbeiter von Betreuungseinrichtungen öffentlicher und privater Träger durchgeführt. Zum Arbeitsfeld gehört auch die politische Interessenvertretung im Bereich des Humanen Sterbens.

### Humanistische Akademien
Der Verband unterhält einige „Humanistische Akademien“ als rechtlich selbstständige Studien- und Bildungswerke. Die Bundesakademie als Dachorganisation wie auch die einzig aktive Landesakademie Berlin-Brandenburg sind Zusammenschlüsse von Einzelpersonen und Körperschaften. Sie haben sich die wissenschaftliche Auseinandersetzung mit grundlegenden Fragen von Natur, Mensch und Gesellschaft unter humanistischen Prinzipien zum Ziel gesetzt. Die „Bundesakademie“ als Dachverein ist seit 2009 eine von der Bundeszentrale für politische Bildung anerkannte Bildungseinrichtung. Zu den regelmäßigen Kooperationspartnern gehört u. a. die Friedrich-Ebert-Stiftung.
In Berlin existiert eine Landesakademie, die wissenschaftliche und bildende Veranstaltungen wie Vorträge, Podiumsdiskussionen, Symposien, Arbeitskreise sowie Tagungen ausrichtet und Angebote zur weltanschaulichen, politischen sowie sozialen Aus-, Fort- und Weiterbildung im Sinne des Humanismus organisiert und durchführt. Die Humanistische Akademie Deutschland gibt die wissenschaftliche Zeitschrift humanismus aktuell heraus. Seit 2007 wurden außerdem über ein Dutzend Bände der Schriftenreihe der Humanistischen Akademie im Alibri Verlag veröffentlicht.

### Förderung kultureller und sozialer Projekte
Die Humanismus Stiftung Berlin unterstützte die Entstehung von ambulanten und stationären Hospizen in Berlin und die Errichtung eines Giordano-Bruno-Denkmals am Potsdamer Platz im Jahr 2008 sowie Projekte zum Thema Kinderrechte. Sie verleiht unter anderem den mit 2500 Euro dotierten Ossip-K.-Flechtheim-Preis, der seit 2003 zur Förderung von Aufklärung, Toleranz und Selbstbestimmung in unserer Gesellschaft an in dieser Hinsicht verdiente Menschen vergeben wird.
Seit 2020 ist der HVD Mitglied der Arbeitsgruppe Orte der Demokratiegeschichte, die sich für die Vermittlung von demokratischen und freiheitlichen Traditionen an konkreten Schauplätzen engagiert.

### Interessenvertretung in der Öffentlichkeit
Sowohl der Bundesverband wie auch die Landesverbände und Einzelmitglieder äußerten sich in der Vergangenheit in Medien und gegenüber der Öffentlichkeit zu politischen Themen, bei denen die Interessen von konfessionslosen und nichtreligiösen Menschen berührt werden, wie bspw. Fragen zum Verhältnis von Staat und Religion, dem kirchlichen Arbeitsrecht und Diskriminierungen aufgrund des Bekenntnisses, der Familien- und Gleichstellungspolitik, sowie der Selbstbestimmung am Lebensende und sie treten für die Belange nichtreligiöser und konfessionsloser Menschen auf nationaler und internationaler Ebene ein. Als der katholische Kurienerzbischof Gerhard Ludwig Müller im Februar 2013 die öffentliche Kritik als „gezielte Diskreditierungskampagnen gegen die katholische Kirche in Nordamerika und auch bei uns in Europa“ gegenüber der Tageszeitung Die Welt beurteilte und erklärte, er fühle sich „gelegentlich schon heute an eine Pogromstimmung erinnert“, verurteilte HVD-Vizepräsident Helmut Fink die Äußerungen als „empörende Tatsachenverdrehung auf Kosten der Opfer tatsächlicher Pogrome“. Ende März 2016 kritisierte der Präsident des Humanistischen Verbandes, Frieder Otto Wolf, die Osterpredigt von Bischof Heinz Josef Algermissen als „katholische Hasspredigt, die nicht nur jeglicher empirischen Grundlage entbehrt und die den großen Teil der Bevölkerung ohne christliches Bekenntnis sowohl im Gebiet der Diözese wie in ganz Deutschland diffamiert.“ Algermissen hatte in der Predigt behauptet, Menschen ohne den christlichen Glauben seien ein „großes Sicherheitsrisiko“ und würden „über Leichen“ gehen.
Im Rahmen der Interessenvertretung konfessionsloser und nichtreligiöser Menschen auf europäischer und internationaler Ebene ist der Verband im Rahmen der Europäischen Humanistischen Föderation (EHF) und den Humanists International aktiv. Dazu zählt sowohl die Finanzierung der Arbeit von Vertretern der EHF und der Humanists International in Bezug auf die Institutionen der Europäischen Union, etwa im Rahmen des gemäß Artikel 17 VAEU vorgesehenen regelmäßigen Dialogs mit den EU-Institutionen, oder der Einsatz für Menschenrechte, Meinungsfreiheit oder die Trennung von staatlichen und religiösen Instanzen in den Einrichtungen der Vereinten Nationen wie auch der kontinuierliche Austausch über aktuelle Entwicklungen.

### Pflege von Weltanschauung und Tradition
Die Mitglieder betätigen sich in der Pflege ihrer humanistischen Weltanschauung und der darauf aufbauenden humanistischen Praxis, aber auch den damit verbundenen Traditionen. Dazu zählen neben dem Angebot nichtreligiöser Zeremonien wie der Jugendfeier, der Umsetzung humanistischer Ansätze in der sozialen und kulturellen Arbeit auch die Beschäftigung mit neuen wissenschaftlichen Erkenntnissen und aktuellen Debatten der Philosophie sowie die Entwicklung einer eigenen Begegnungs- und Feierkultur, etwa durch Veranstaltungen und regelmäßige Versammlungen. Traditionspflege wird auch durch die Sammlung und Archivierung von Dokumenten aus der Geschichte des weltlichen Humanismus auf nationaler und internationaler Ebene realisiert. Zur Weltanschauungspflege gehört ferner die Aktualisierung oder Veröffentlichung entsprechender Schriften und Texte. Unterstützt werden diese meist ehrenamtlichen Tätigkeiten durch die Arbeit der Humanistischen Akademien und durch die Zusammenarbeit mit anderen Institutionen.
Im Jahr 2013 beteiligte sich der Verband an dem von der Römisch-katholischen Kirche in Berlin durchgeführten Vorhof der Völker, einer Veranstaltungsreihe im Rahmen des interreligiösen Dialoges.
Der Verband will eine gesetzliche Anerkennung des internationalen humanistischen Feiertags in Deutschland erreichen.

## Konzept und Ziele
Angestrebt wird auf Basis einer weltlich-humanistischen Weltanschauung eine organisierte nichtreligiöse Alternative zu den christlichen Kirchen oder anderen Religions- und Weltanschauungsgemeinschaften. Eines der Anliegen der Mitglieder ist es, eine nichtreligiöse, ethisch begründete Lebensauffassung nicht nur zu pflegen, sondern sie auch in konkreten Dienstleistungsangeboten praktisch umzusetzen und zu einer alltäglichen Selbstverständlichkeit in der Wahrnehmung der Öffentlichkeit werden zu lassen.
Der Verband stellt deshalb nach Eigenangaben das Konzept eines praktischen Humanismus in den Mittelpunkt. Die Umsetzung des praktischen Humanismus zielt darauf, „Menschen in allen individuellen Lebensphasen – von der Schwangerschaft, über die Kindererziehung, Jugend- und Bildungsarbeit, bis hin zur Sozialarbeit, Altenpflege und Sterbebegleitung“ zu unterstützen. Der HVD verknüpft damit eine humanistische und nichtreligiöse Weltanschauung mit ihrer Umsetzung in pädagogischen, sozialen und sonstigen Dienstleistungen. Damit unterscheidet er sich von Organisationen auf Basis einer rein ideellen Verbindung oder bloß theoretisch-konzeptioneller Arbeit.
Dementsprechend stellt sich der Verband als Weltanschauungsgemeinschaft und Organisation nichtreligiöser Menschen neben andere Weltanschauungsgemeinschaften, zu denen er auch die Religionsgemeinschaften rechnet. Die Pflege von philosophischen und kulturellen Verständnissen des Humanismus wird daher als weitere zentrale Aufgabe des Verbands betrachtet, ebenso wie die Verbreitung der entsprechenden Ideen.
Religionspolitisch befürwortet der Verband das Modell einer kooperativen Laizität. Auf dem Selbstverständnis als Weltanschauungsgemeinschaft aufbauend wird somit angestrebt, eine Gleichbehandlung von Interessen konfessionsloser Menschen im Verhältnis zu den Rechten von Religionsgemeinschaften zu erreichen, wie etwa das Recht zum Betrieb weltanschaulicher Schulen und zur Erteilung von Humanistischer Lebenskunde in öffentlichen Schulen oder den Einbezug nichtreligiöser Menschen in die Rundfunkstaatsverträge sowie die öffentliche Erinnerungs-, Gedenk- und Trauerkultur.
Im Verhältnis zu wiederum anderen Rechten einzelner Religionsgemeinschaften wie der Privilegierung der christlichen Kirchen durch eine Finanzierung auf Grundlage historischer Staatsleistungen oder des staatlichen Einzugs der Kirchensteuer, wird deren Gleichbehandlung mit Weltanschauungsgemeinschaften durch Abschaffung von (vom Humanistischen Verband als solche gesehenen) Privilegien vertreten. Der Verband fordert die vom Grundgesetz vorgeschriebene Ablösung dieser Staatsleistungen durch „eine Erneuerung der gesetzlichen und vertraglichen Grundlagen, welche die finanziellen Verhältnisse zwischen Staat und den in ihm befindlichen Religionsgemeinschaften regeln“, damit „finanzielle Leistungen des Staates an die Kirchen transparent und für Mehrheiten nachvollziehbar werden.“
Die Evangelische Zentralstelle für Weltanschauungsfragen attestiert dem Humanistischen Verband gegenüber anderen Organisationen, namentlich den als überaltert und eher „lethargisch“ bezeichneten Freidenkern, eine beachtliche, insbesondere auch soziale Arbeit. Die im Verband versammelten „neuen“ Freidenker haben sich demnach vom traditionellen Laizismus entfernt und fordern nicht mehr die radikale Trennung zwischen Staat und Religion (bzw. Weltanschauung), sondern reklamieren die Unterstützung des Staates für Religionsgemeinschaften teilweise auch für sich.

## Organisationsstruktur
Laut eigener Auskunft hat der HVD Bundesverband über 25.000 Mitglieder. Der größten Landesverband ist hierbei der Humanistischen Verband Berlin-Brandenburg, mit rund 14.000 Mitgliedern.
Der Bundesverband soll die Interessen und Rechte der Mitgliedsverbände unterstützen oder „die Interessen- und Rechtsvertretung von Mitgliedern und der weiteren Bekenntniszugehörigen unmittelbar wahrnehmen“, wenn in einem Bundesland kein Landesverband besteht. In Gebieten, in denen Landesverbände bzw. Landesgemeinschaften existieren, werden durch diese die Interessen und Rechte der jeweiligen Mitgliedsverbände, Mitglieder und der weiteren Bekenntniszugehörigen unmittelbar vertreten.
Im Jahr 2019 hat der HVD Bundesverband seine Organisationsstruktur grundlegend verändert. So ist seit der Satzungsänderung der jährlich tagende Delegiertenrat das höchste Organ des Bundesverbandes und nimmt die Funktion einer Mitgliederversammlung wahr. Der Verband wird jetzt von einem Vorstand geleitet. Jedes Vorstandsmitglied ist für eines der Arbeitsfelder Finanzen, Öffentlichkeitsarbeit, Weltanschauung, gesellschaftspolitische Netzwerkarbeit sowie Jugend zuständig. Vorstandssprecherin ist Katrin Raczynski.
In zehn Bundesländern existieren neun Landesverbände. Fünf davon sind Körperschaften des öffentlichen Rechts:
- Die Humanisten Baden-Württemberg, K.d.ö.R.
- Humanistische Gemeinschaft Hessen, K.d.ö.R.
- Humanistischer Verband Berlin-Brandenburg, K.d.ö.R
- Humanistischer Verband Niedersachsen, K.d.ö.R.
- Humanistischer Verband Nordrhein-Westfalen, K.d.ö.R.

Vier Verbände sind gemeinnützige Vereine:
- Humanistischer Verband Bayern e. V.
- Humanistischer Verband Bremen e. V.
- Humanistischer Verband Metropolregion Hamburg e. V.
- Humanistischer Verband Thüringen e. V.

Die Landesverbände bilden den ebenfalls als gemeinnützig anerkannten Bundesverband.

## Geschichte
Am 14. Januar 1993 wurde in Berlin durch den Zusammenschluss von sieben freidenkerischen, freireligiösen und humanistisch orientierten Vereinigungen der Humanistische Verband Deutschlands gegründet. Gründungsmitglieder waren Organisationen, Initiativen und Einzelpersonen aus Baden-Württemberg, Bayern, Berlin, Brandenburg, Nordrhein-Westfalen, Sachsen und Sachsen-Anhalt. Die Geschichte einiger Landesverbände reicht dabei über 170 Jahre zurück zu den Wurzeln der humanistischen Bewegung.
Im Jahr 1997 wurde die Humanistische Akademie gegründet und 2000 trat mit den Freien Humanisten Niedersachsen ein weiterer Landesverband dem HVD bei. 2011 wurde die „Zeitschrift für Humanismus und Aufklärung“ des HVD zum Magazin „diesseits“ und erscheint seitdem mehrmals jährlich. 2019 trat der Landesverband Bayern aus dem Humanistischen Verband Deutschlands aus und benannte sich in Humanistische Vereinigung um und arbeitet jetzt auch außerhalb Bayerns. Im gleichen Jahr trat dem HVD die Humanistische Gemeinschaft Hessen dem HVD bei und ist seitdem der drittgrößte Landesverband. Ende 2020 hat sich in München der HVD Bayern gegründet, der Mitglied im HVD Bundesverband ist.

## Vorsitzende des Bundesverbandes
- 1993–1995: Klaus Sühl
- 1995–1999: Jürgen Springfeld
- 2000–2004: Rolf Stöckel
- 2004–2009: Horst Groschopp
- 2010–2017: Frieder Otto Wolf[88]
- 2017–2019: Florian Zimmermann[89]
- 2019–2024: Erwin Kress (Vorstandssprecher)[90]
- Seit 2024: Katrin Raczynski (Vorstandssprecherin)[91]

## Organisationen
Aus Kreisen um den HVD heraus wurde 2013 das Bündnis für sexuelle Selbstbestimmung initiiert. Es ist ein Gründungsmitglied des Koordinierungsrates säkularer Organisationen.
Im März 2014 initiierte der Humanistische Verband zudem die Gründung eines Bündnisses mit acht säkularen Organisationen gegen eine Kriminalisierung der damals noch straffreien Suizidbeihilfe. Am 6. November 2015 stimmte eine Bundestagsmehrheit von 360 Abgeordneten für den § 217 StGB und damit für ein Verbot geschäftsmäßiger Suizidbeihilfe. Dieser Paragraf wurde am 26. Februar 2020 vom Bundesverfassungsgericht als nicht verfassungskonform und damit ungültig erklärt.
Der HVD ist gemeinsam mit seinen Landesverbänden Träger eines Humanistischen Hilfswerks Deutschland. Das Hilfswerk fördert Projekte zur Verbesserung der Lebenssituation von Verletzten, Kranken, Behinderten, Sterbenden und in sonstiger Weise von Not und Katastrophenfällen betroffenen Personen.
Der Humanistische Pressedienst entstand 2006 auf Initiative des HVD und der Giordano-Bruno-Stiftung (gbs). Nach einer Satzungsänderung wurde die Mitgliedschaft im Jahr 2009 beendet. Die Forschungsgruppe Weltanschauungen in Deutschland (fowid) wurde im Januar 2005 von der Giordano-Bruno-Stiftung initiiert und ging im März 2006 in eine gemeinsame Trägerschaft von gbs und HVD unter dem Dach der Humanistischen Arbeitsgemeinschaft über. Im November 2007 wurde fowid Teil des Humanistischen Pressedienstes.

## Publikationen
- Zeitschrift diesseits – Das humanistische Magazin (seit 1987), seit 2011 ergänzt durch ein Online-Magazin[98]
- Michael Bauer, Arik Platzek: Gläserne Wände: Bericht zur Benachteiligung nichtreligiöser Menschen in Deutschland. Humanistischer Verband Deutschlands, 2015, ISBN 978-3-00-050484-6.
- Reinhard Hempelmann (Hrsg.): Dialog und Auseinandersetzung mit Atheisten und Humanisten. EZW-Texte 216, Berlin 2011.
- Frieder O. Wolf: Humanismus für das 21. Jahrhundert (Zur Theorie und Praxis des Humanismus). Humanistischer Verband Deutschlands, Landesverband Berlin, Berlin 2008, ISBN 978-3-924041-30-4.
- Manfred Isemeyer (Hrsg.): Humanismus ist die Zukunft: Festschrift Hundert Jahre Humanistischer Verband Berlin. HVD, Berlin 2006.
- Andreas Fincke (Hrsg.): Woran glaubt, wer nicht glaubt – Lebens- und Weltbilder von Freidenkern, Konfessionslosen und Atheisten in Selbstaussagen (PDF; 476 kB). EZW-Texte 176, Berlin 2004.
- Peter Adloff, Bettina Alavi (Hrsg.): Genau wie Schule, nur ganz anders: didaktische Beiträge zur humanistischen Lebenskunde. Humanistischer Verband Deutschlands, Landesverband Berlin, Berlin 2001, ISBN 3-924041-20-2.
- Patricia Block (Hrsg.): Zwischen nicht mehr und noch nicht. Humanistischer Verband Deutschlands, Berlin 1994, ISBN 3-924041-11-3.
- Stefan Schröder: Freigeistige Organisationen in Deutschland: Weltanschauliche Entwicklungen und strategische Spannungen nach der humanistischen Wende (Religion and Its Others, 8, Band 8), De Gruyter 2018.